# アントニオ・ヴィヴァリーニ
アントニオ・ヴィヴァリーニ（Antonio Vivarini、1418年ころ生まれ、1476年から1484年の間に没）は、イタリアの15世紀の画家である。出生地からアントニオ・ダ・ムラーノ(Antonio da Murano)とも呼ばれた。

## 略歴
ヴェネツィア本島と運河で隔てられているヴェネツィアの島、ムラーノのガラス職人の家で生まれた。ガラス職人として働いた後、画家になった。イタリア各地で活躍した画家のジェンティーレ・ダ・ファブリアーノ(1360/1370-1427)から影響を受けていた。ヴィヴァリーニの知られている作品で最も古いものは1440年作の三連祭壇画で、現在ヴェネツィアのアカデミア美術館に収蔵されている。バチカン美術館に収蔵されている1464年作の多翼祭壇画「Políptic de sant Antoni Abat」が知られている最後の作品である。
ヴィヴァリーニは、義理の弟の画家、ジョヴァンニ・ダレマーニャ(Giovanni d'Alemagna)と共作し、1450年にダレマーニャが亡くなった後は、単独もしくは弟のバルトロメオ・ヴィヴァリーニ(c.1432-1499)と共作した。
1448年にパドヴァのオヴェターリ礼拝堂(Cappella Ovetari)の一部の装飾画をダレマーニャとともに描く注文を受けた。この礼拝堂の装飾画はアンドレア・マンテーニャ(1431-1506)とニッコロ・ピッツォロ(Niccolò Pizzolo: 1421-1453)も描いていて、ヴィヴァリーニはこれらの若いパドヴァ派の画家たちから影響を受けた。
ダレマーニャが亡くなった後、ヴェネツィアで活動し、パドヴァで学んだスタイルの一連の作品を制作した。 
息子のアルヴィーゼ・ヴィヴァリーニ(c.1446-after1502)も良く知られた画家になった。

## 作品

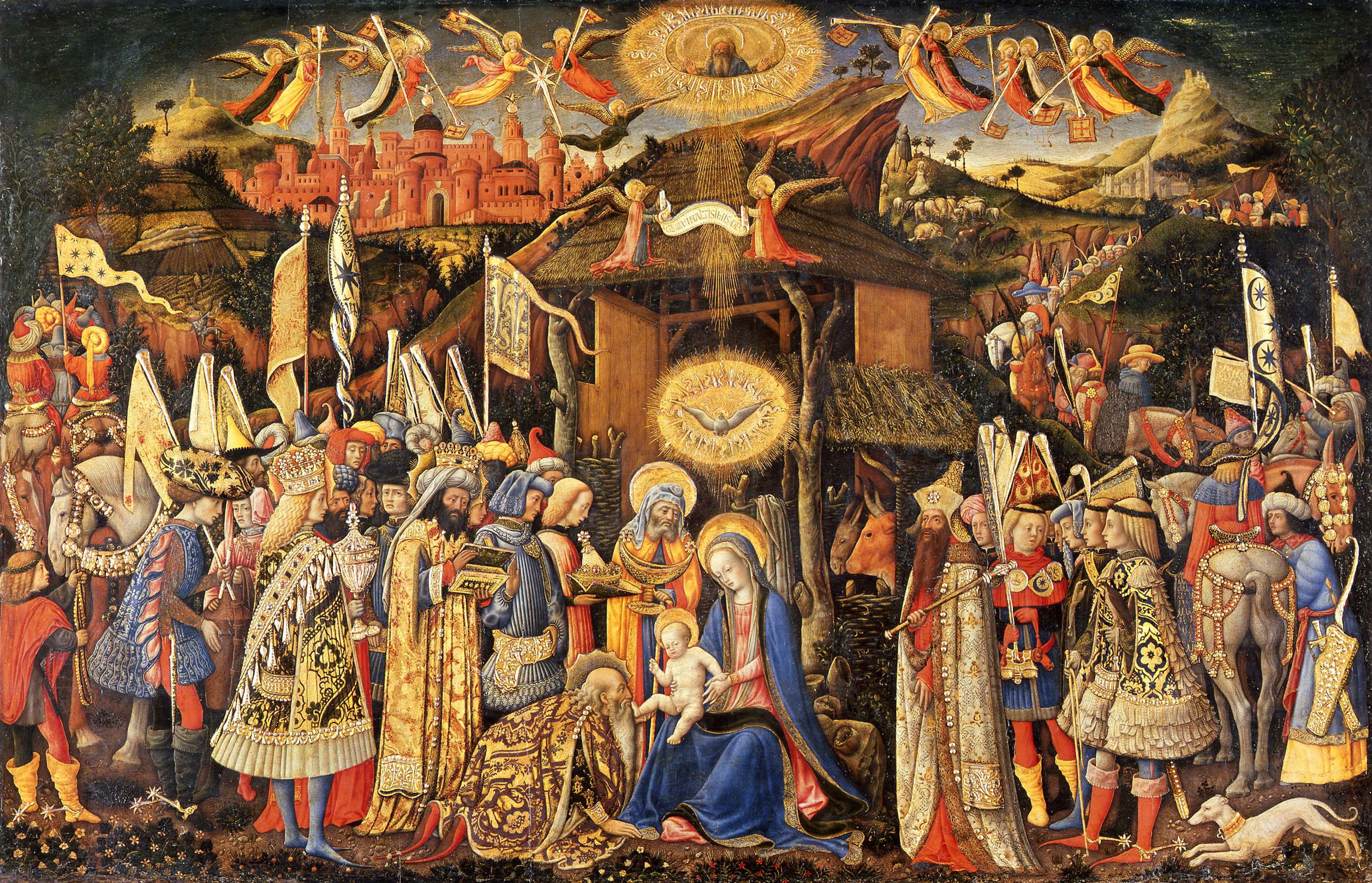
東方三博士の礼拝、(ダレマーニャと共作)、(1445/1447)　ベルリン美術館蔵
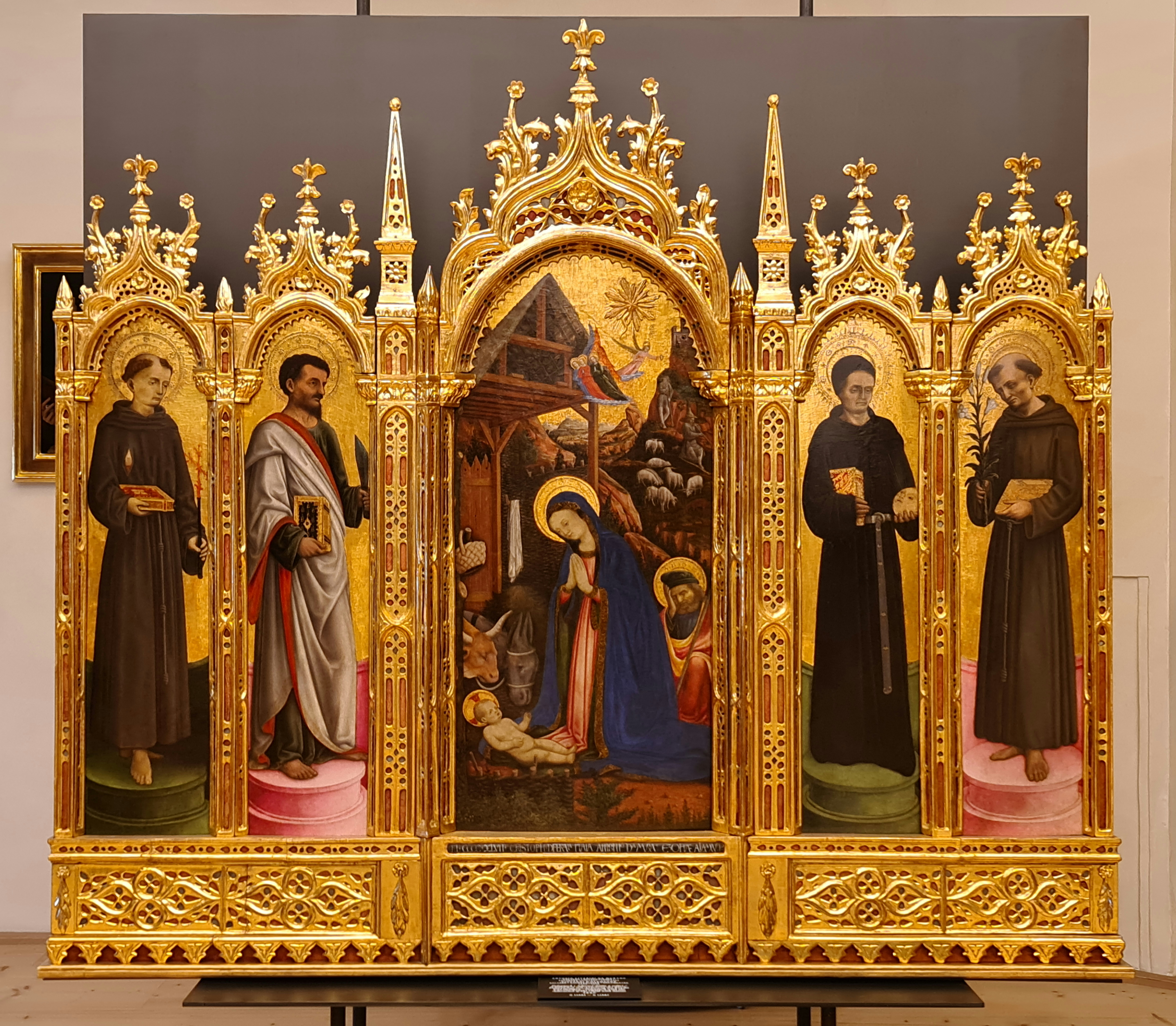
ダレマーニャと共作の装飾画(1447)、プラハ国立美術館蔵
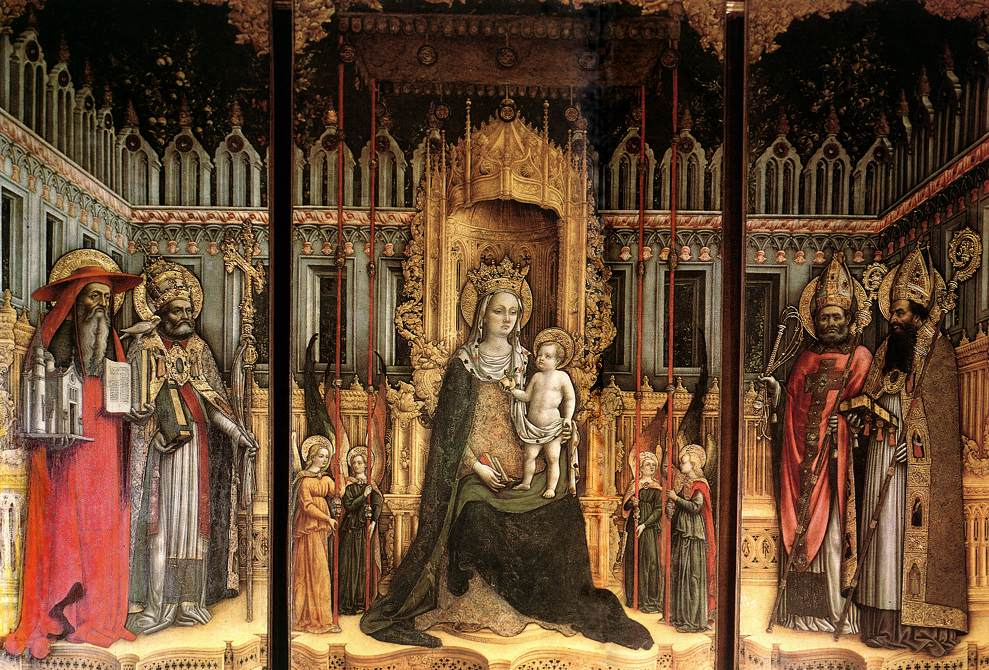
聖母子が描かれた三連祭壇画　(1446)、アカデミア美術館 (ヴェネツィア)蔵

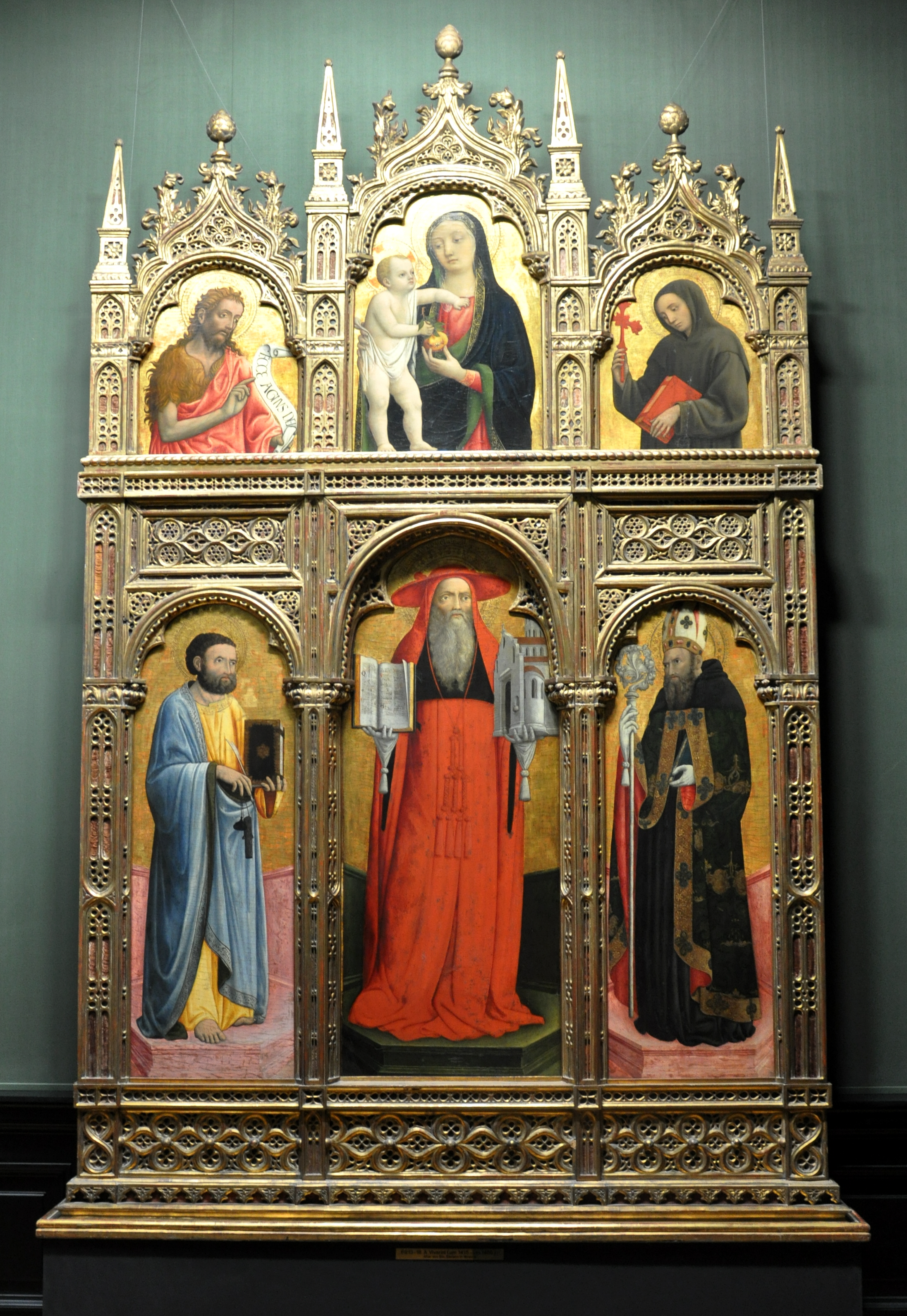
祭壇画、(1441)、美術史美術館蔵
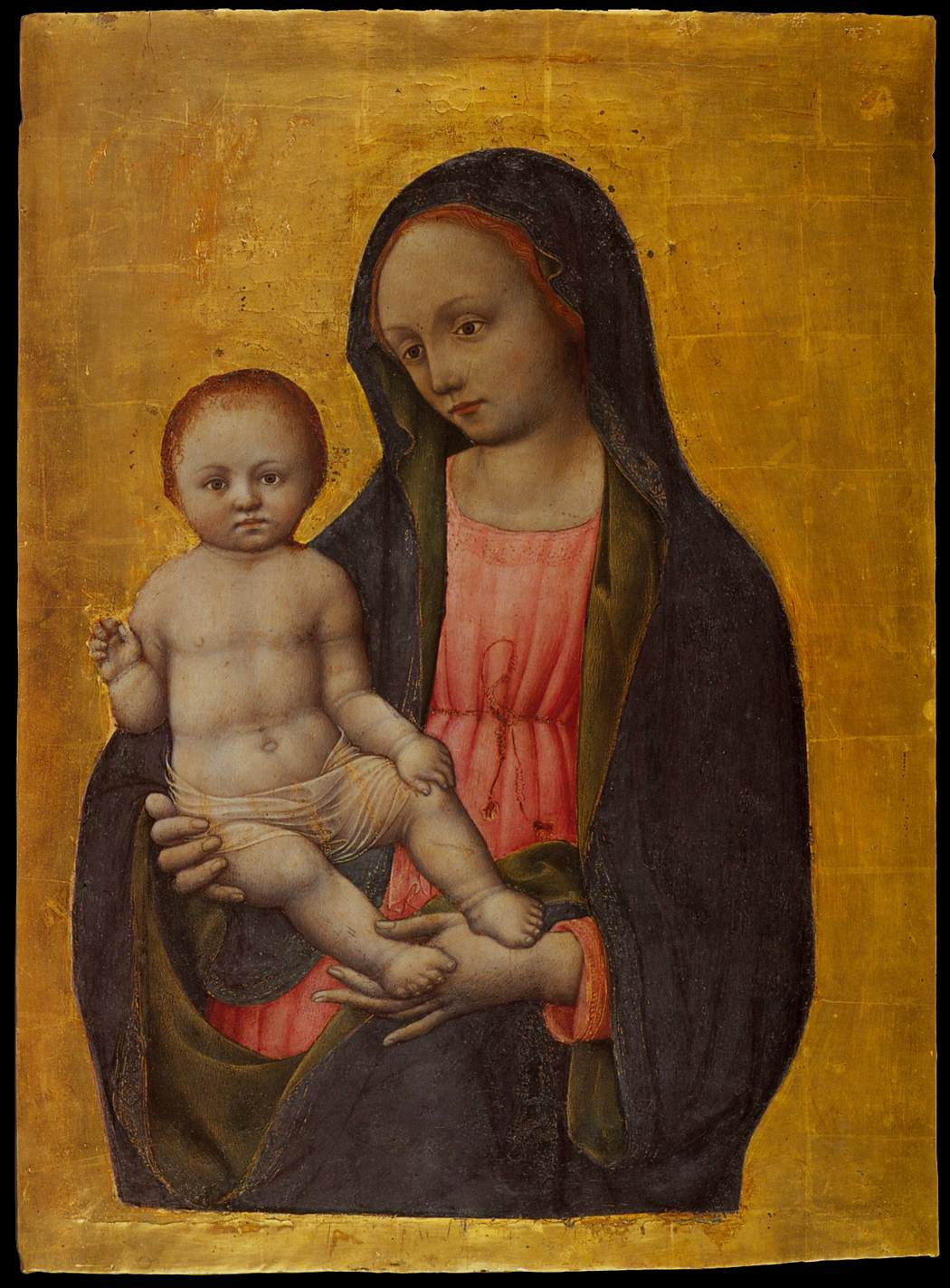
聖母子像　(1441)、アカデミア美術館 (ヴェネツィア)蔵
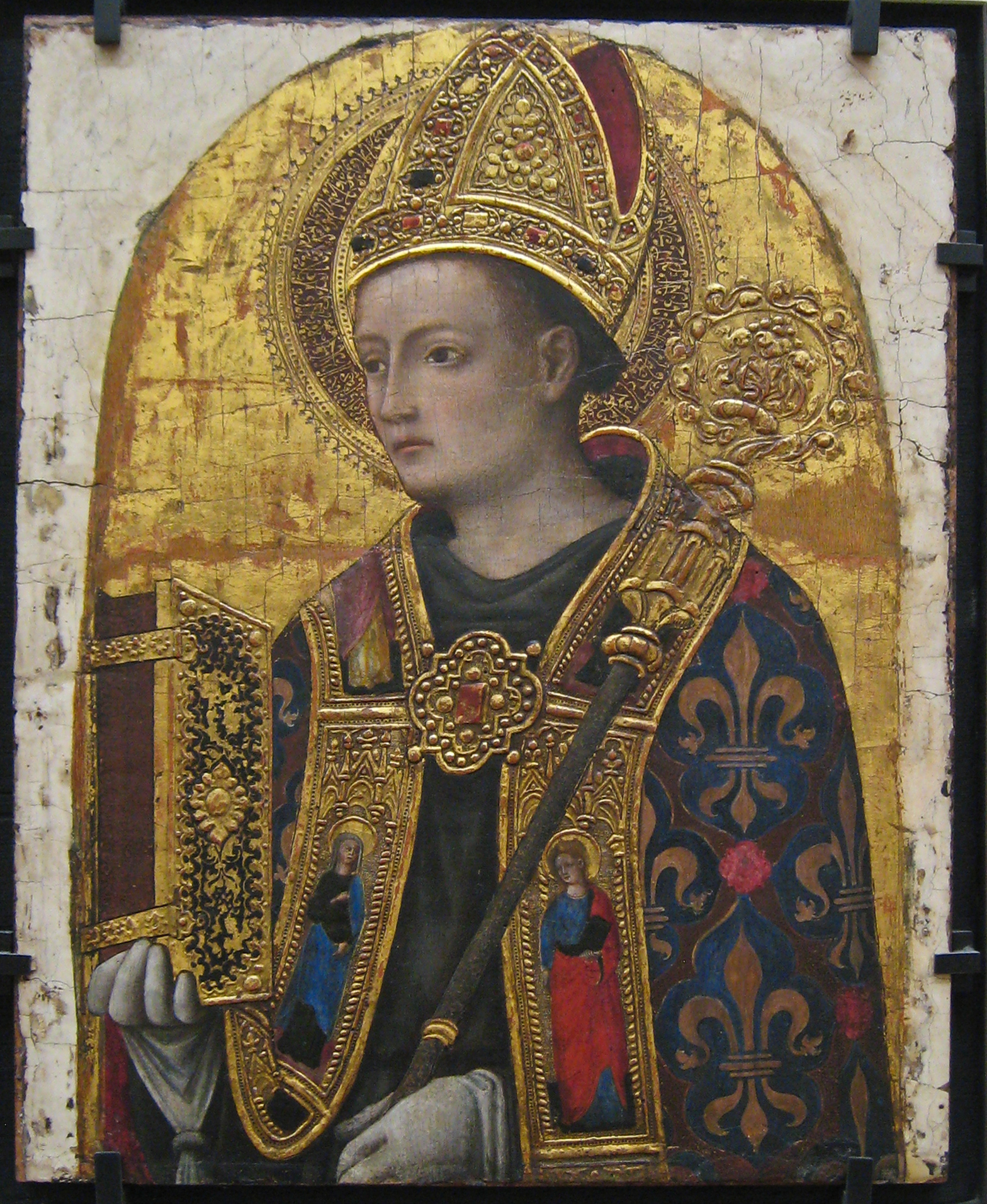
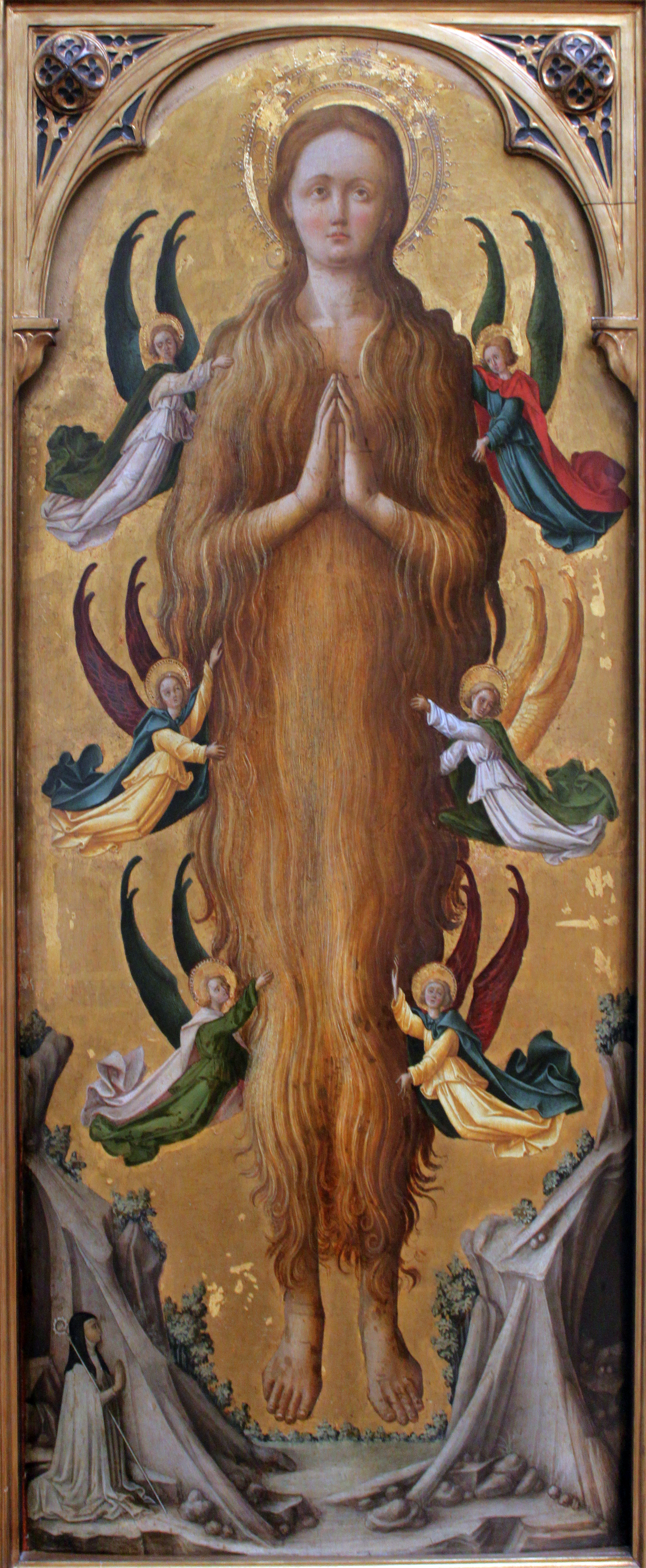
"The holy Mary Magdalene"(1476) 絵画館 (ベルリン)　蔵